# Lionel Wigram
Pour les articles homonymes, voir Wigram.
Lionel Wigram est un scénariste et producteur de cinéma britannique né en 1962.

## Filmographie

### Producteur
- 1988 : Never on Tuesday d'Adam Rifkin
- 1989 : Warm Summer Rain de Joe Gayton
- 1991 : Cool as Ice de David Kellogg
- 1996 : À fleur de peau (Underneath) de Steven Soderbergh (producteur délégué)
- 2007 : Harry Potter et l'Ordre du phénix (Harry Potter and the Order of the Phoenix) de David Yates (producteur délégué)
- 2007 : August Rush de Kirsten Sheridan (producteur délégué)
- 2009 : Harry Potter et le Prince de sang-mêlé (Harry Potter and the Half-Blood Prince) de David Yates (producteur délégué)
- 2009 : Sherlock Holmes de Guy Ritchie
- 2010 : Le Royaume de Ga'hoole : La Légende des gardiens (Legend of the Guardians: The Owls of Ga'Hoole) de Zack Snyder (producteur délégué)
- 2010 : Harry Potter et les Reliques de la Mort - 1re partie (Harry Potter and the Deathly Hallows - Part 1) de David Yates (producteur délégué)
- 2011 : Harry Potter et les Reliques de la Mort - 2e partie (Harry Potter and the Deathly Hallows - Part 2) de David Yates (producteur délégué)
- 2011 : Sherlock Holmes : Jeu d'ombres (Sherlock Holmes: A Game of Shadows) de Guy Ritchie
- 2013 : Le Septième Fils (The Seventh Son) de Sergueï Bodrov
- 2015 : Agents très spéciaux : Code UNCLE (The Man from U.N.C.L.E.) de Guy Ritchie
- 2016 : Les Animaux fantastiques (Fantastic Beasts and Where to Find Them) de David Yates
- 2017 : Le Roi Arthur : La Légende d'Excalibur (King Arthur: Legend of the Sword) de Guy Ritchie
- 2018 : Les Animaux fantastiques : Les Crimes de Grindelwald (Fantastic Beasts: Crimes of Grindelwald) de David Yates

### Scénariste
- 2009 : Sherlock Holmes de Guy Ritchie (histoire)
- 2015 : Agents très spéciaux : Code UNCLE (The Man from U.N.C.L.E.) de Guy Ritchie
- 2017 : Le Roi Arthur : La Légende d'Excalibur (King Arthur: Legend of the Sword) de Guy Ritchie